# Adustina
Adustina, amtlich Município de Adustina, ist eine Gemeinde im brasilianischen Bundesstaat Bahia.

## Einwohnerentwicklung
| Jahr | Einwohner |
| ---- | --------- |
| 1991 | 13.714    |
| 1996 | 11.789    |
| 2000 | 14.302    |
| 2007 | 14.824    |
| 2010 | 15.702    |
| 2016 | 17.254    |
| 2022 | 14.201    |